# Vasco da Gama (Südafrika)
Vasco da Gama Football Club war ein südafrikanischer Fußballverein aus Parow, einem Vorort von Kapstadt. Der Verein spielte in der Saison 2010/11 in der Premier Soccer League. Die Wurzeln des Klubs, der nach dem brasilianischen Verein CR Vasco da Gama benannt ist, liegen in der portugiesischen Minderheit Südafrikas. Der Verein wurde 1980 gegründet.
2016 wurde der Verein nach einem Umzug in Stellenbosch FC umbenannt.

## Erfolge
- Sieger der National First Division 2010

## Bekannte ehemalige Spieler
- Andre Arendse
- Shaun Bartlett
- Daylon Claasen
- Thabo Mngomeni
- David Nyathi